# Everybody (Eurovíziós-dal)
Az Everybody (magyarul: Mindenki) című dal volt a 2001-es Eurovíziós Dalfesztivál győztes dala, melyet az észt Tanel Padar, Dave Benton & 2XL adott elő angol nyelven.

## Az Eurovíziós Dalfesztivál
A dal a február 3-án rendezett észt nemzeti döntőn nyerte el az indulás jogát.
A dal gyors tempójú, melyben az énekesek táncolni hívnak.
A május 12-én rendezett döntőben a fellépési sorrendben huszadikként adták elő, a német Michelle Wer Liebe lebt című dala után, és a máltai Fabrizio Faniello Another Summer Night című dala előtt. A szavazás során százkilencvennyolc pontot szerzett, mely az első helyet érte a huszonhárom fős mezőnyben. Ez volt Észtország első győzelme, és az első alkalom, hogy egy 1994 után csatlakozott kelet-európai ország nyert.
Az arubai származású Dave Benton volt a dalverseny történetének első színes bőrű győztese.
A következő észt induló Sahlene Runaway című dala volt a 2002-es Eurovíziós Dalfesztiválon.
A következő győztes a lett Marie N I Wanna című dala volt.

## Slágerlistás helyezések
| Slágerlisták (2001) | Lh.* |
| ------------------- | ---- |
| Hollandia           | 64   |
| Svédország          | 12   |

*Lh. = Legjobb helyezés.

## Külső hivatkozások
- Dalszöveg
- YouTube videó: Az Everybody című dal előadása a koppenhágai döntőn